# Patrick Stephen Leeper
Patrick Stephen Leeper, britanski general, * 1909, † 1977.